# St. Louis City Soccer Club
O St. Louis City Soccer Club  mais conhecido como St. Louis City SC (estilizado como St. Louis CITY SC) é um clube de futebol profissional de St. Louis, Missouri fundado em 2019 e que desde 2023 disputa a Major League Soccer.
Tem seu estádio o CITYPARK, localizado no centro de St. Louis, com capacidade para 22,500 pessoas.

## História
O futebol tem uma história estabelecida tanto no nível profissional quanto no amador na Grande St. Louis por mais de um século. Em 2007, St. Louis foi considerado um possível candidato à transferência para o Real Salt Lake depois que o fundador do clube anunciou que venderia o clube se um novo estádio não fosse construído. O potencial grupo de proprietários em St. Louis era liderado por Jeff Cooper, um advogado local. De 2008 a 2009, Cooper tentou trazer uma equipe de expansão da MLS para St. Louis, porém sua proposta foi rejeitada em favor de outras cidades. Apesar dos planos aprovados do estádio para construir US $ 600  milhões de Collinsville Soccer Complex, a MLS não ficou impressionada com o apoio financeiro da oferta e sugeriu que Cooper expandisse seu grupo de investidores. Em vez disso, Cooper lançou um clube masculino da segunda divisão e uma franquia de futebol profissional feminino. AC St. Louis jogou apenas uma temporada na Divisão 2 antes de desistir em 2011 e o Saint Louis Athletica desistir no meio de sua segunda temporada em 2010.
No final de 2014, a cidade anunciou planos para um novo estádio para sediar futebol americano e futebol. O comissário da MLS, Don Garber, declarou em janeiro de 2015 que: "St. Louis tem uma grande atividade acontecendo com um estádio que eles estão tentando fazer para St Louis Rams, da NFL. Há uma grande comunidade de futebol por aí e adoraríamos ver um estádio de futebol no centro como se eles estivessem pensando em um estádio de futebol. " Em maio de 2015, Garber visitou St. Louis para falar sobre um possível novo estádio multifuncional que seria capaz de receber jogos de futebol. Garber advertiu que qualquer possível expansão para St. Louis ocorreria após 2020. Em 12 de janeiro de 2016, os Rams da NFL se mudaram para Los Angeles depois de jogar em St. Louis por 21 temporadas. A realocação de Rams inicialmente acelerou as negociações de uma equipe de expansão da MLS.
Em 2017, a MLS começou a considerar a adição de uma equipe em St. Louis, começando em 2020. O grupo de propriedade proposto buscou fundos públicos para ajudar a construir um estádio de $ 200 milhões próximo à Union Station, no centro de St. Louis. Em 26 de janeiro de 2017, um plano de financiamento foi aprovado pelo Comitê de Caminhos e Meios de Vereadores da cidade e, posteriormente, por todo o Conselho de Vereadores, que teria direcionado $ 60   milhões em receitas de impostos municipais para o novo estádio. Os eleitores, entretanto, rejeitaram o plano em um referendo de 4 de abril de 2017, deixando o futuro da MLS da cidade em dúvida.

### 2018 - 2022: Proposta de expansão bem-sucedida e construção do estádio
Em setembro de 2018, o St. Louis Post-Dispatch relatou uma reunião entre funcionários do Departamento de Desenvolvimento Econômico do Missouri e representantes da MLS sobre uma proposta de estádio; A prefeita de St. Louis, Lyda Krewson, mais tarde confirmou que um novo grupo estava tentando trazer uma equipe para St. Louis. A oferta da MLS em St. Louis foi efetivamente relançada em 9 de outubro daquele ano, com Carolyn Kindle Betz e outros herdeiros da fortuna Enterprise Rent-A-Car como os principais investidores. A localização do estádio permaneceu igual à localização original de 2016, perto da Union Station. O grupo de proprietários da licitação será a primeira franquia majoritária de mulheres na liga, se admitida. A licitação não busca financiamento público por meio de impostos ou da prefeitura, então não haverá votação do público no estádio. Em 28 de novembro de 2018, o Comitê de Habitação, Desenvolvimento Urbano e Zoneamento do Conselho de Vereadores votou unanimemente por 8 a 0 para aprovar o plano do estádio.
Em 18 de abril de 2019, a MLS anunciou planos de expansão para 30 equipes, acima do plano anterior de 28. A liga, atualmente com 27 equipes, aconselhou o escritório do comissário a avançar nas discussões com o Sacramento Republic e de St. Louis. Além disso, ambas as propostas foram solicitadas a fazer apresentações ao Comitê de Expansão da MLS para "abordar o plano final do estádio de cada licitação, compromissos corporativos, a composição dos respectivos grupos de propriedade, economia detalhada sobre financiamento, planos estratégicos para desenvolvimento de torcedores, compromissos sobre desenvolvimento de jogadores e detalhes sobre programas comunitários. "
Em 20 de abril de 2019, dois dias após a MLS ter feito o anúncio para avançar as discussões com as licitações de Sacramento e St. Louis, a licitação de St. Louis divulgou renderizações e mais informações sobre o estádio proposto. O projeto do estádio foi produzido por uma colaboração entre HOK e Snow Kreilich Architects e tem capacidade para 22.500 torcedores. A licitação também prometeu que todos os assentos ficariam a 36 metros do campo e que um dossel cobriria o estádio.
Em 20 de agosto de 2019, a MLS anunciou que aprovou St. Louis como a 28ª franquia da liga e deve entrar na temporada de 2022. O grupo de propriedade consiste na presidente da Enterprise Holdings Foundation, Carolyn Kindle Betz, e em membros femininos da família Taylor, e é a primeira equipe de propriedade majoritária feminina na MLS. No anúncio, Don Garber afirmou: "St. Louis é uma cidade com uma rica tradição no futebol e é um mercado que consideramos desde o início da liga. Nossa liga se torna mais forte hoje com a adição dos fãs de futebol profundamente dedicados da cidade e do grupo de propriedade local comprometido e inovador liderado por Carolyn Kindle Betz, a família Taylor e Jim Kavanaugh. "
Em 19 de outubro de 2019, o grupo proprietário lançou novos planos para o estádio específico para o futebol planejado. A área foi estendida para abranger um 31 acre(s)s (13 ha)   planejado e provavelmente ultrapassaria os $ 200 originais   estimativa de custo de milhões. O grupo proprietário concordou em comprar e possuir o terreno junto com o estádio e não buscará receitas fiscais ou financiamento público.
Em 17 de dezembro de 2019, o estado de Missouri informou ao grupo de proprietários que $ 30 milhões de dólares previamente prometidos pelo estado não serão mais fornecidos. No entanto, em 18 de março de 2020, o Missouri Development Finance Board aprovou por unanimidade um pacote de incentivos no valor de $ 5,7 milhões em créditos fiscais para ajudar na construção dos $ 458   milhões de estádio e arredores.
Em 25 de março, o grupo proprietário divulgou um comunicado sobre a pandemia COVID-19. A preparação do local para o estádio continuará conforme planejado, mas obedecerá a todas as recomendações de saúde das autoridades de saúde pública e do governo local, estadual e nacional. A preparação do local inclui a limpeza de todos os terrenos onde o estádio ficará e a demolição das antigas rampas de entrada e saída localizadas no local. Por causa da pandemia, a estreia foi adiada para 2023.
Em fevereiro de 2022, o St Louis City anunciou que vendeu o naming rights para a Corporação Centene. Entretanto, devido a uma crise financeira a Centene cancelou o acordo, o estádio foi renomeado para Citypark (estilizado CITYPARK). O estádio CITYPARK ficou pronto no final de 2022.
O estádio estreou em Novembro de 2022 com um amistoso entre o St. Louis City 2 e o Bayer 04 Leverkusen.

### Estreia em 2023
Em 25 de fevereiro de 2023, o St. Louis City SC jogou e venceu sua primeira partida na Major League Soccer por 3–2, contra o Austin FC no Q2 Stadium em Austin, Texas.

## Estádio

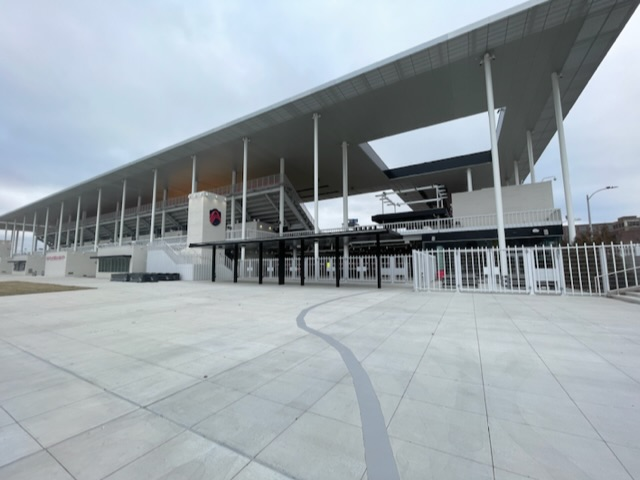
O Citypark

A equipe joga no CITYPARK em um estádio específico para futebol com 22.500 lugares, localizado no centro de St. Louis, que deverá ser a âncora de um estádio de 31 acre(s)s (13 ha) com área de desenvolvimento que incluirá escritórios de equipe, instalações de treinamento e distritos comerciais. Este estádio tem como objetivo revitalizar Downtown West St. Louis, fornecendo um centro urbano aberto o ano todo. O estádio está situado para conectar o Forest Park com o Gateway Arch e deve receber de 17 a 23 jogos de futebol por ano, além de servir como palco para shows, esportes do ensino médio e muito mais. As renderizações atualizadas do estádio planejado foram lançadas em 5 de março de 2020. O projeto do estádio tem o objetivo de conectar o entorno e o centro da cidade, integrando-se ao bairro.
O estádio foi estreado em 2022.

## Rivalidades
Como cidades historicamente rivais no Meio-Oeste dos Estados Unidos, o Chicago Fire emergiu como um rival regional para o St. Louis City SC. Em seus primeiros confrontos em 2023, as duas equipes se enfrentaram duas vezes no espaço de uma semana, e Chicago venceu as duas partidas, apesar de seus visitantes enviarem um grande número de torcedores viajantes.
As duas cidades possuem rivalidades em outros esportes americanos: na MLB, rivalidade entre o St. Louis Cardinals e o Chicago Cubs, e na NHL, rivalidade entre o St. Louis Blues e o Chicago Blackhawks.